# Takuya Yamada
Takuya Yamada (Tokyo, 24 agosto 1974) è un ex calciatore giapponese, centrocampista.

## Palmarès

### Nazionale
- Coppa d'Asia: 1

2004